# Syrrhopodon cymbifolius
Syrrhopodon cymbifolius är en bladmossart som beskrevs av C. Müller 1900. Syrrhopodon cymbifolius ingår i släktet Syrrhopodon och familjen Calymperaceae. Inga underarter finns listade i Catalogue of Life.